# شهرستان مونتگومری (آلاباما)
شهرستان مونتگومری، آلاباما (به انگلیسی: Montgomery County, Alabama) شهرستانی در ایالات متحده آمریکا است که در آلاباما واقع شده‌است.

## خصوصیات
شهرستان مونتگومری ۲٬۰۷۲٫۰ کیلومترمربع مساحت دارد.